# Doğankent, Sorgun
Doğankent là một thị trấn thuộc huyện Sorgun, tỉnh Yozgat, Thổ Nhĩ Kỳ. Dân số thời điểm năm 2010 là 4.177 người.